# Contrada del Campo
La Contrada del Campo è stata una contrada di Milano appartenente al sestiere di Porta Comasina.

## Confini
Il confine della contrada andava dall'angolo tra le vie Camperio e Cavenaghi a via Ponte Vetero, piazza del Carmine, via del Mercato fino alla Cerchia dei Navigli, e poi fino al moderno quartiere del Portello, dove confinava con il sestiere di Porta Vercellina: da cui il confine tornava all'angolo tra le vie Camperio e Cavenaghi. 

## Luoghi di culto

Foro Buonaparte visto da largo Cairoli direzione stazione di Milano Cadorna nel 1893. Anticamente, nei suoi pressi, sorgeva Porta Giovia romana. Vicino ad essa era presente, sempre in epoca romana, il Campo Marzio di Milano, da cui il nome della contrada

Tra le moderne vie Giuseppe Sacchi (all'epoca via del Foro, che richiama, nei suoi pressi, la presenza del Forum Romanum, ovvero del foro romano di Milano) e via Landolfo (all'epoca via del Castello, per la vicinanza del Castello Sforzesco) si trovava la chiesa di San Protaso al Castello.

## Storia
Per "campo", nel nome della contrada, si intendeva "Campo Marzio", ovvero l'area consacrata a Marte, dio della guerra, che era utilizzata per le esercitazioni militari. Qui sorgeva la Castra Praetoria, conosciuta anche con il nome di Castrum Portae Iovis, ovvero la caserma dei pretoriani, reparto militare che svolgeva compiti di guardia del corpo dell'imperatore e che sorgeva vicino a Porta Giovia romana, da cui il nome, nei pressi del moderno Castello Sforzesco. 
La zona più densamente popolata della contrada era quella nord-orientale, ovvero l'area compresa tra il torrente Nirone (che entrava in città dalla pusterla delle Azze), la strada per Como e la Cerchia dei Navigli: tutta questa zona era situata esternamente alle mura romane di Milano. I nomi delle vie del Mercato e delle Erbe, tuttora utilizzati a mai cambiati, testimoniano invece la presenza, in questa zona, in epoca romana, del Foro Holitorium, ovvero del mercato degli erbaggi dell'antica Mediolanum. 
Di questa contrada faceva parte il quartiere del Baggio (da non confondere con l'omonimo e moderno quartiere milanese, un tempo comune autonomo), di origini romane, che si sviluppava dal Rovello al Ponte Vetero e che derivava il suo nome dal latino volgare badaclum (e non, come si potrebbe credere, dall'omonima famiglia nobiliare di cui fece parte, tra gli altri, papa Alessandro II), che a sua volta aveva origine dal latino bada, vigiliae o excubie, ovvero "posto di guardia", a testimoniare la presenza, in epoca romana, di una postazione situata a difesa delle mura cittadine nei pressi di Porta Comasina romana, che sorgeva poco lontano. L'antico quartiere del Baggio è oggi attraversato da via Cusani, fino al 1865 limitata tra Foro Buonaparte e via Rovello e quindi non passante nel rione citato.